# Trastorno bipolar I
El trastorno bipolar I es el tipo más extremo de la enfermedad maníaco-depresiva, caracterizado por la aparición de uno o más episodios maníacos o mixtos, alternados en la mayoría de los casos con al menos un episodio de depresión mayor.

## Criterios diagnósticos del DSM
La característica esencial del trastorno bipolar I es una evolución clínica caracterizada por la ocurrencia de uno o más episodios maníacos o mixtos (DSM-IV-TR, año 2000).  A menudo, los individuos han tenido uno o más episodios de depresión mayor.
Antes de que se pueda hacer un diagnóstico de trastorno bipolar I se deben excluir episodios de trastorno del estado de ánimo debido a:
- Efectos de medicamentos u otros tratamientos de psicología somática para la depresión
- Drogadicción o exposición a tóxicos
- Trastornos del estado de ánimo debidos a un estado clínico general

Es importante no confundir los episodios psicóticos con otras enfermedades psiquiátricas, como la esquizofrenia, el trastorno esquizoafectivo u otro tipo de desorden psicótico.

## Tratamiento

### Evaluación médica
Evaluaciones médicas rutinarias son a menudo prescritas para descartar o identificar una causa somática para los síntomas del trastorno bipolar I. Estas pruebas pueden incluir ultrasonidos de la cabeza, tomografía con Rayos X computarizada (TAC), electroencefalograma, hemograma completo, prueba de la función tiroidea, prueba de la función hepática, niveles de urea y de creatinina. Si se suministra litio al paciente, se deben tomar muestras de niveles de litio. La detección de tóxicos incluye drogas recreativas, en particular cannabinoides sintéticos.

### Medicación
Los estabilizadores anímicos se usan a menudo como parte del proceso de tratamiento.
1. Carbonato de litio, el eje del manejo del trastorno bipolar, pero tiene un estrecho rango terapéutico y por lo común exige seguimiento
2. Anticonvulsivantes, tales como valproato de sodio, carbamazepina o lamotrigina
3. Antipsicóticos, tales como quetiapina, risperidona, olanzapina, aripiprazole o Lurasidona.
4. Terapia electroconvulsiva, un tratamiento psiquiátrico en el que las convulsioness son inducidas eléctricamente en pacientes anestesiados para efectos terapéuticos

Se ha observado que algunos antidepresivos han precipitado un episodio maníaco.

### Educación del paciente
Información sobre el estado, importancia de un horario de sueño, rutinas y hábitos de alimentación regulares y la importancia de cumplir con la toma de medicamentos recetados. La modificación del comportamiento con un asesoramiento puede influir positivamente a ayudar a reducir los efectos de un comportamiento arriesgado durante la fase maníaca.

## DSM-IV-TR Códigos de diagnóstico general
| Dx Code # | Trastorno           | Descripción                           |
| --------- | ------------------- | ------------------------------------- |
| 296.0x    | Trastorno bipolar I | Episodio maníaco único                |
| 296.40    | Trastorno bipolar I | Episodio hipomaníaco más reciente     |
| 296.4x    | Trastorno bipolar I | Episodio maníaco más reciente         |
| 296.6x    | Trastorno bipolar I | Episodio mixto más reciente           |
| 296.5x    | Trastorno bipolar I | Episodio depresivo más reciente       |
| 296.7     | Trastorno bipolar I | Episodio sin especificar más reciente |

## Revisiones propuestas para los criterios de diagnóstico para DSM-5
La quinta edición del Manual Diagnóstico y Estadístico de Trastornos Mentales (DSM-5) va a ser publicada en mayo de 2013. Hay varias revisiones propuestas para que tengan lugar en los criterios de diagnóstico del trastorno bipolar I y sus subtipos. Para el trastorno bipolar I 296.40 Episodio hipomaníaco más reciente y 296.4x Episodio maníaco más reciente, la revisión propuesta incluye específicamente lo siguiente: con características psicóticas, con características mixtas, con características catatónicas, con ciclaje rápido, con ansiedad (de moderada a severa), con gravedad de riesgo de suicidio, con patrón estacional, y en el inicio del postparto. El trastorno bipolar I  296.5x Episodio de depresión más reciente incluirá todas las especificaciones arriba indicadas más las siguientes: con características melancólicas y con características atípicas. Las categorías para las especificaciones serán eliminadas en DSM-5  y se añadirá a la parte A  “o como mínimo hay  3 síntomas de depresión mayor de los cuales uno de los síntomas sea estado depresivo o anhedonia. Para el trastorno bipolar I  296.7 las lista de especificaciones será eliminada para el Episodio sin especificar más reciente.
Los criterios para episodios maníacos e hipomaníacos serán editados en las partes A & B. La parte A  incluirá “y presente la mayor parte del día, casi cada día” y la parte B incluirá “y representa un cambio notable respecto del comportamiento habitual”. Estos criterios tal como están definidos en el DSM-IV-TR han creado confusión a los clínicos y necesitan ser definidos de forma más clara.
También se han propuesto revisiones de la parte B de los criterios de diagnóstico para un Episodio Hipomaníaco, que se usa para diagnosticar el trastorno bipolar I 296.40, Episodio Hipomaníaco más reciente. La parte B enumera "una autoestima elevada, fuga de ideas, distracción y menos necesidad de dormir" como síntomas de un Episodio Hipomaníaco. Esto ha creado confusión en el campo de la psiquiatría infantil porque estos síntomas se superponen considerablemente con los síntomas de TDAH (trastorno por déficit de atención e hiperactividad).
Obsérvese que muchos de los cambios arriba indicados están todavía siendo considerados y no son definitivos. Para más información respecto a las revisiones propuestas para el DSM-5, por favor visiten su sitio web en dsm5.org. Para tener una valiosa guía para entender el DSM-IV, por favor visite su sitio web en dsmiv.net.

## ICD-10 criterios de diagnóstico
- F31 Trastorno bipolar afectivo
- F31.6 Trastorno bipolar afectivo, Actual Episodio Mixto
- F30 Episodio Maníaco
- F30.0 Hipomanía
- F30.1 Manía Sin Síntomas Psicóticos
- F30.2 Manía Con Síntomas Psicóticos
- F32 Episodio Depresivo
- F32.0 Episodio Depresivo Leve
- F32.1 Episodio Depresivo Moderado
- F32.2 Episodio Depresivo Severo Sin Síntomas Psicóticos
- F32.3 Episodio Depresivo Severo Con Síntomas Psicóticos